# Tubercithorax furcifer
Tubercithorax furcifer är en spindelart som beskrevs av Kirill Yeskov 1988. Tubercithorax furcifer ingår i släktet Tubercithorax och familjen täckvävarspindlar. Inga underarter finns listade i Catalogue of Life.